# Jugendheim Farge
Das Jugendheim Farge, genannt auch Freizi Farge, in Bremen-Blumenthal, Ortsteil Rekum, Rekumer Straße 2, stammt von 1939. Das eingeschossige verklinkerte Gebäude mit dem reetgedeckten Satteldach mit Fledermausgauben und einem mittigen Giebeleingang ist 53,7 m lang, 10 m breit und 9,4 m hoch. Es wurde im konservativen Heimatstil nach Plänen von Eduard Scotland gebaut und steht seit 1986 unter Bremischem Denkmalschutz.

## Geschichte

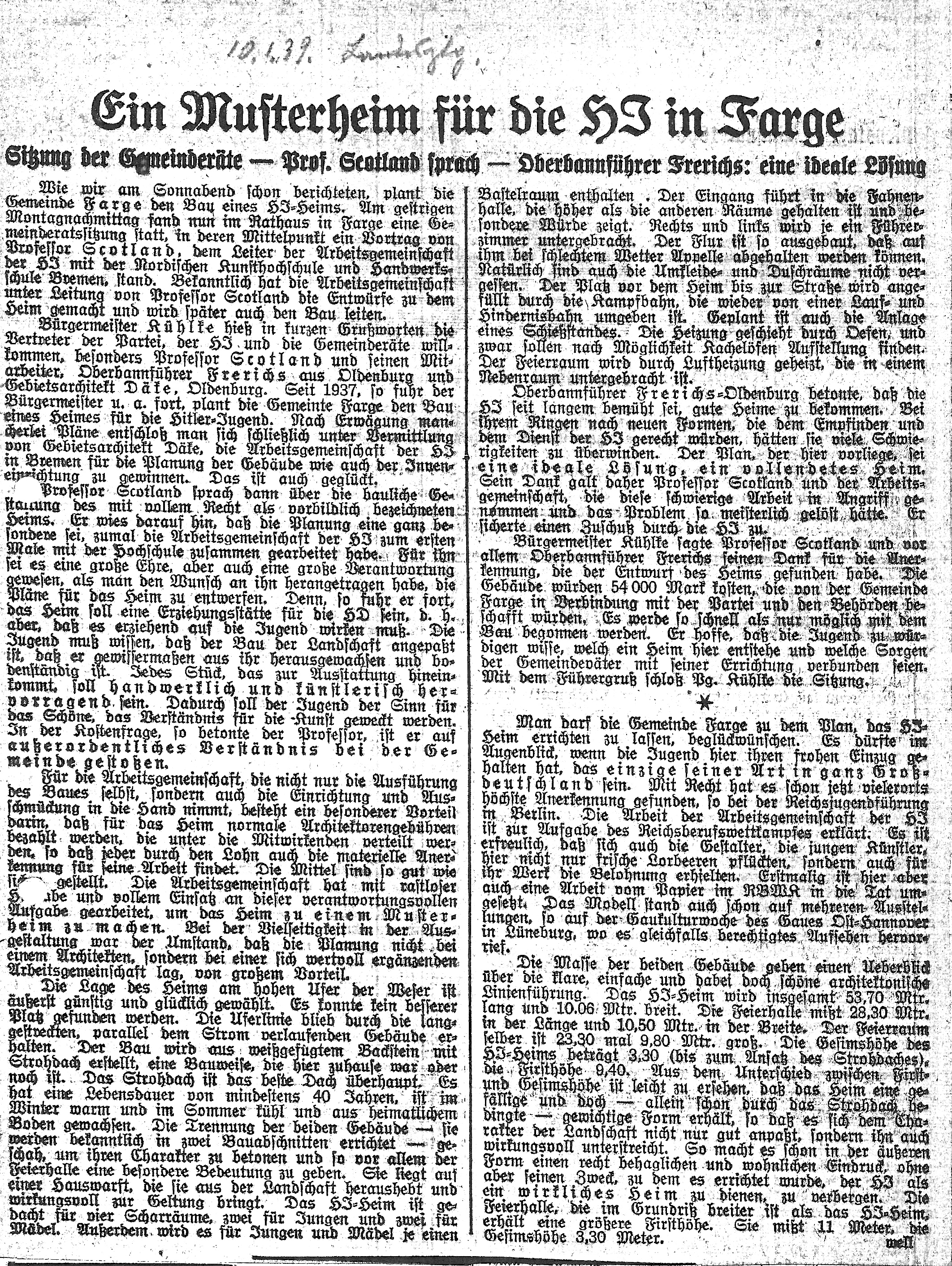
Hitlerjugend-Heim Farge Nordwestdeutsche Landeszeitung 10.1.1939

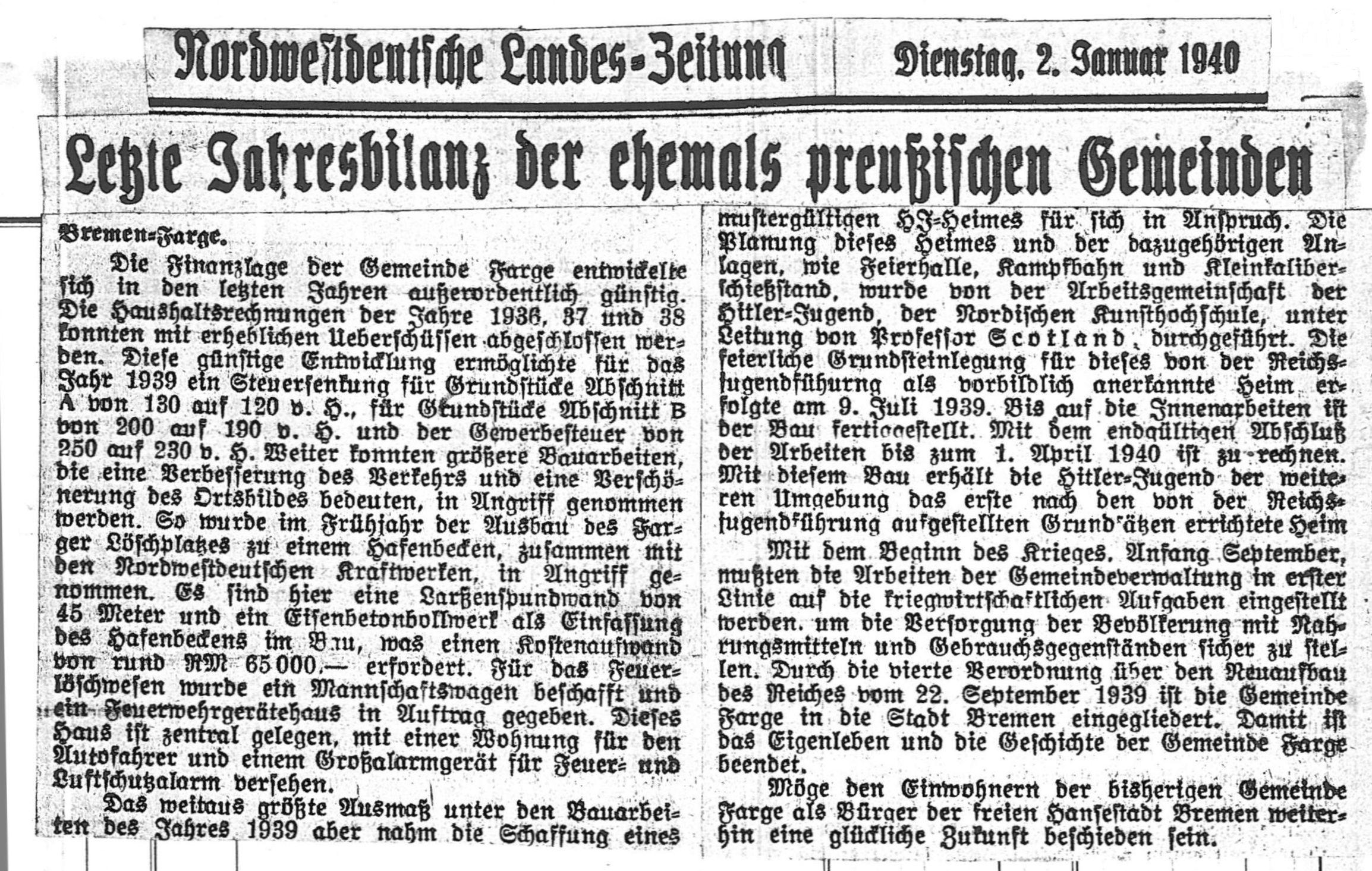
Nordwestdeutsche Landeszeitung 2. Januar 1940

Das Gebäude wurde seit 1937 geplant; es sollte auf einem markanten, ca. 20 m hohen Steilufer (Kliff) der Weser am westlichen Rand einer Pferdeweide errichtet werden, von wo der Blick nach Westen über den Fluss in das flache Oldenburger Land ging. Am Fuße dieses Kliffs befindet sich seit ca. 1924 eine kleine Hafenanlage des Wasserstraßen- und Schifffahrtsamtes. Östlich des Gebäudes zur Rekumer Straße hin war ein Sportplatz geplant. Die Baukosten für das „Adolf-Hitler-Heim“, das als Jugend-Freizeitheim und Jugend-Herberge gedacht war, wurden von der Gemeinde Farge (40.000 RM) und der NSDAP (14.000 RM) getragen. Am 9. Juli 1939, einem Sonntag, fand die Grundsteinlegung statt. Die Bauarbeiten, an denen die Farger Hitlerjugend mitwirkte, sollten bis zum 1. April 1940 abgeschlossen sein, die Innenarbeiten wurden aber kriegsbedingt nicht fertiggestellt. Das Gebäude beherbergte von ca. 1941 bis 1945 Flaksoldaten. Bis 1954/55 diente es vorübergehend Wohnzwecken. Danach war es ab etwa 1960 ein städtisches Jugendfreizeit- und Sportlerheim, erster Heimleiter war Kurt Walter. Aktuell wird das Freizeitheim von der Caritas betrieben.
Durch das für den Sportplatz vorgesehene Gelände wurden um 1940 Rohrleitungen zum Wifo-Tanklager unterirdisch verlegt. Von 1945 bis 1950 nutzte es der Kleingärtnerverein Einigkeit e. V. (bis zu dessen Umzug in die neugeschaffene Hermann-Mester Gartenkolonie auf der Rekumer Geest). Erst danach wurde darauf der Sportplatz angelegt. Im Sommer 2024 wurden bei Bauarbeiten auf dem Sportplatz Relikte aus der Zeit von 900 bis 700 v. Chr. entdeckt und damit weitere Beweise für die vorgeschichtliche Besiedelung dieses nördlichen Ausläufers des hohen Ost-Ufers der Weser, das sich – mit Unterbrechungen – von Bremen-Vegesack über Bremen-Rönnebeck bis nach Bremen-Rekum erstreckt.